# Walther Haage

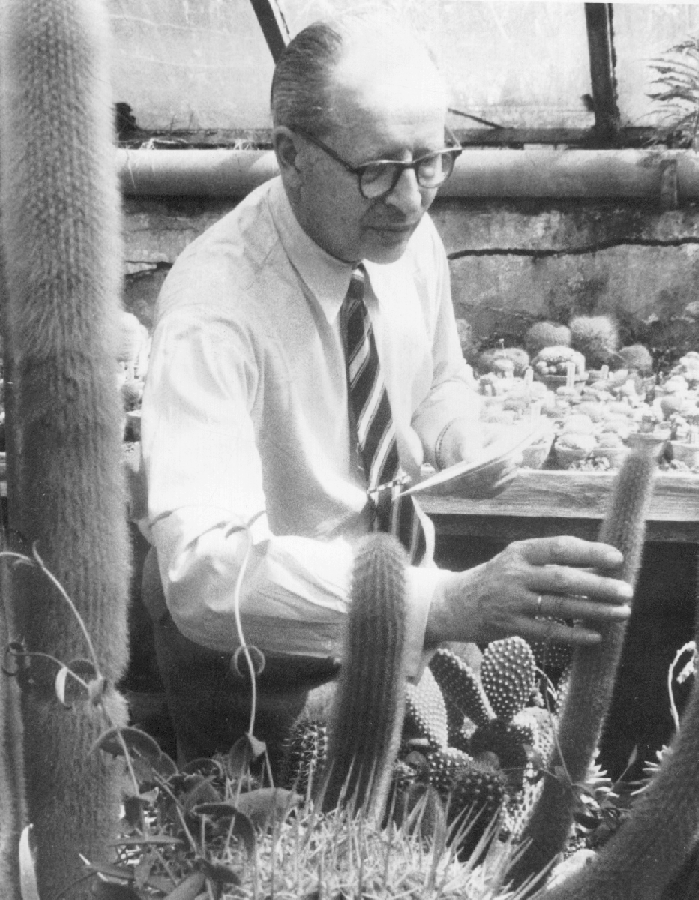
Walther Haage im Kakteenhaus

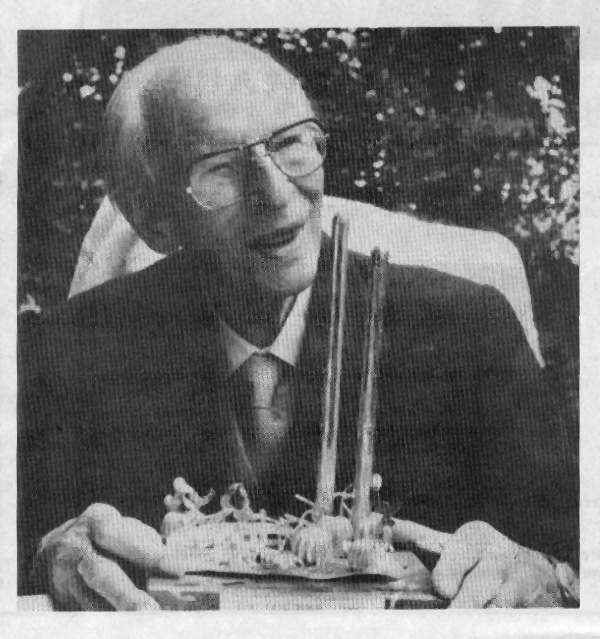
Walther Haage mit Goldenem Kaktus 1990

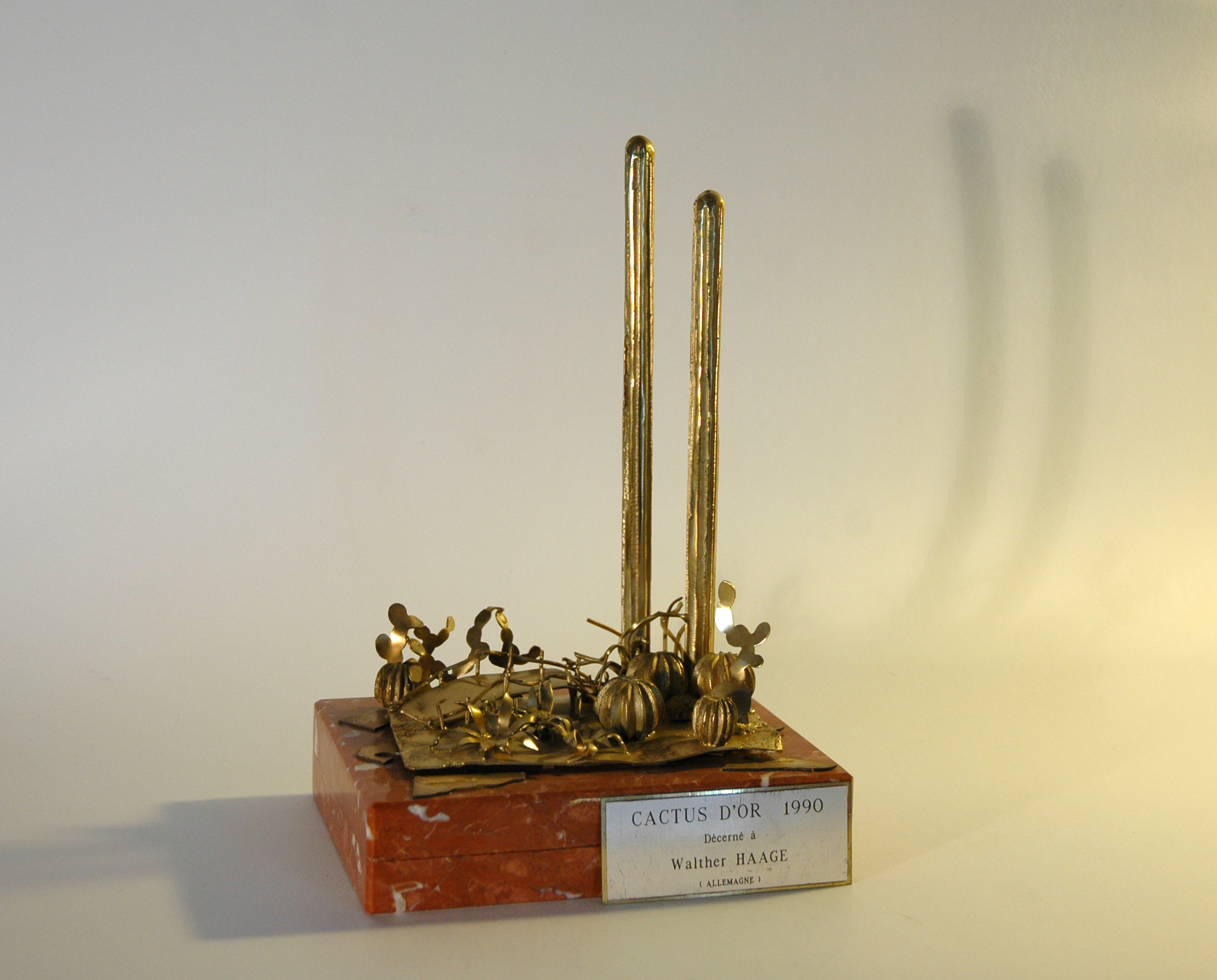
Der Goldene Kaktus 1990

Walther Max Haage (* 27. November 1899 in Erfurt; † 22. April 1992 ebenda)  war ein deutscher Gärtner, Botaniker und Sachbuchautor. Sein offizielles botanisches Autorenkürzel lautet „W.Haage“.

## Leben und Wirken
Walther Haage war der Sohn von Ferdinand Haage und Urenkel des Gründers der Erfurter Gärtnerei Kakteen-Haage Friedrich Adolph Haage. Er initiierte und finanzierte bis zum Zweiten Weltkrieg zahlreiche Kakteenexpeditionen unter anderem von Alberto Vojtěch Frič, Hans Wilhelm Viereck und Curt Backeberg. Nach der Gründung der DDR war er zunehmend staatlichen Repressalien ausgesetzt. 1972 muss er als letzter der Erfurter Versandgärtner den Familienbetrieb in staatliche Hand abgeben. Er verlor damit seine Tätigkeit und konzentrierte sich fortan auf seine wissenschaftliche Arbeiten, tauschte sich im Briefwechsel mit internationalen Kakteenwissenschaftlern aus und begann sein umfangreiches Wissen zu publizieren. Bekannt wurde er als Autor von Büchern über die Aufzucht und Pflege von Kakteen. Sein bekanntestes Werk ist das Kakteenlexikon Kakteen von A bis Z. 1990 verlieh ihm die Internationale Organisation für Sukkulentenforschung (IOS) für sein Lebenswerk den Cactus d’Or.
Walther Haage heiratete 1928 Lotte Söhlemann (1906–2001). Aus der Ehe gingen die Kinder Margarete (1929–2015), Ingeburg (* 1931), Helga (* 1932) und Hans-Friedrich (* 1942) hervor. Sein Sohn Hans-Friedrich Haage reprivatisierte die Gärtnerei nach der politischen Wende 1990.

## Ehrungen
- 1981: Fellow of the CSSA
- 1986: Ehrenmitglied der IOS
- 1990: Cactus d’Or der IOS

Ihm zu Ehren wurde die Gattung Haageocereus  Backeb. der Pflanzenfamilie der Kakteengewächse (Cactaceae) benannt. Auch die folgenden Pflanzenarten wurden nach ihm benannt:
- Cereus haageanus
- Gibbaeum haagei
- Lobivia haageana, heute ein Synonym zu Echinopsis marsoneri
- Parodia haageana

## Schriften (Auswahl)
- Kakteen. Die Welt der Pflanze, Band 4. Folkwang-Auriga: Friedrichssegen 1930.
- Euphorbia. Die Welt der Pflanze, Band 3. Folkwang-Auriga: Friedrichssegen 1931.
- Freude mit Kakteen. Neumann: Radebeul 1954.
- Kakteensterne – Die Astrophyten. Neumann: Radebeul-Berlin 1957; Astromeister: Privatausgabe 2003.
- Schöne Kakteen richtig Pflegen. Neumann: Radebeul 1962.
- Das Praktische Kakteenbuch in Farbe. Neumann: Radebeul 1961.
- Kakteen von A-Z – Das Kakteenlexikon. Neumann: Radebeul 1981; Quelle & Meyer, Heidelberg/Wiesbaden 1986; Anaconda, Köln 2008.

## Nachweise
- Wilhelm Barthlott: Nachruf auf Walther Haage. In: Kakteen und andere Sukkulenten. Jahrgang 43, 1992, S. 155f.
- Urs Eggli, Leonard E. Newton: Etymological Dictionary of Succulent Plant Names. Springer, 2004. ISBN 3-540-00489-0.
- Walther Haage: Kakteen von A bis Z. 3. Auflage, Quelle & Meyer Verlag, Heidelberg 1986. ISBN 3-494-01142-7.
- Ilsabe Schalldach: Die Familie Haage. 325 Jahre Gärtnereigeschichte. In: Martin Baumann, Steffen Raßloff (Hrsg.): Blumenstadt Erfurt. Waid – Gartenbau – iga/egapark. Sutton Verlag, Erfurt 2011, ISBN 978-3-86680-812-6, S. 74–107.
- Theophil Gerber: Persönlichkeiten aus Land- und Forstwirtschaft, Gartenbau und Veterinärmedizin – Biographisches Lexikon. 4. erweiterte Auflage, Verlag NoRa Berlin, 2014, S. 263.